# Arévalo (Uruguai)
Arévalo, o Pueblito Arévalo, és una entitat de població de l'Uruguai ubicada a l'oest del departament de Cerro Largo. Té una població aproximada de 100 habitants, segons les dades del cens del 2004.
Es troba a 121 metres sobre el nivell del mar.